# Paride Calonghi
Paride Calonghi (Orzinuovi, 26 aprile 1939 – Milano, 6 ottobre 1979) è stato un attore italiano attivo principalmente nel teatro di prosa.

## Biografia
Diplomato all'Accademia dei Filodrammatici di Milano e attivo dai primi anni sessanta, fece parte delle compagnie del Piccolo Teatro di Milano e del Teatro Stabile di Torino. Nel 1970 fu a capo della cooperativa di attori che riaprì il Teatro dei Filodrammatici di Milano, devastato dai bombardamenti nel 1943 e rimasto chiuso a causa dei gravi danni subiti.
Attore di grande talento nel teatro di Pirandello, morì il 6 ottobre 1979 a 40 anni, a causa di un incidente motociclistico.
È inoltre ricordato per essere stato il primo doppiatore di Leonard Nimoy nella serie classica di Star Trek.

## Teatro
- Quarantanove racconti di Ernest Hemingway, antologia di letture a cura di Massimo Binazzi (1963)
- La gioconda di Gabriele D'Annunzio, regia di Luigi Vannucchi (1967)

### Piccolo Teatro di Milano
- L'anima buona di Sezuan di Bertolt Brecht, regia di Giorgio Strehler (1964)
- I mafiusi de la Vicaria di Giuseppe Rizzotto, regia di Giorgio Strehler (1965)

### Compagnia del Teatro Stabile di Torino
- Storie di Re Mida, spettacolo per ragazzi di Gianni Rodari, regia di Giovanna Bruno e Gualtiero Rizzi (1966)
- La tragedia di Re Riccardo II° di William Shakespeare, traduzione di Mario Luzi, regia di Gianfranco De Bosio (1966)
- Se questo è un uomo di Primo Levi, versione drammatica di Pieralberto Marché e Primo Levi, regia di Gianfranco De Bosio (1966)
- Pic nic in campagna di Ferdinando Arrabal, traduzione di Roberto Lerici, rappresentato con i tre atti unici: Mentre i muri crollano di Guy Foissy; Piano regolatore di Roberto Lerici e Atto senza parole II di Samuel Beckett, sotto il titolo Teatro Uno, regia di Giovanna Bruno, Marta Egri, Roberto Lerici e Gualtiero Rizzi (1967)

### Teatro dei Filodrammatici di Milano (parziale)
- La moglie ideale di Marco Praga, regia di Lorenzo Grechi (1972)
- Non è una cosa seria di Luigi Pirandello, regia di Lorenzo Grechi (1974)
- La cameriera brillante di Carlo Goldoni, regia di Lorenzo Grechi (1974)
- La mandragola di Niccolò Machiavelli, regia di Enrico D'Amato (1977)
- Tre quarti di luna di Luigi Squarzina, regia di Lorenzo Grechi (1979)
- Romeo e Giulietta di William Shakespeare, regia di Giuliano Merlo (1979)

### Teatro Lirico di Milano
- Il gioco dei potenti di William Shakespeare, regia di Giorgio Strehler (1965)[2]

## Filmografia

### Cinema
- Pelle viva, regia di Giuseppe Fina (1962)
- N come negrieri, regia di Alberto Cavallone (1964)

### Televisione
- Di fronte alla legge, regia di Gianfranco Bettetini, episodio Il trapianto (1967)
- Storie di montagna e di caccia, regia di Eriprando Visconti, episodio Il bracconiere (1968)
- La freccia nera, regia di Anton Giulio Majano, episodio 1 (1968)
- I Nicotera, regia di Salvatore Nocita – miniserie TV (1972)
- Avventura fuori casa, regia di Silverio Blasi – miniserie TV, episodio In prima persona (1972)
- Con rabbia e con dolore, regia di Giuseppe Fina – miniserie TV (1972)
- Eleonora, originale televisivo, regia di Silverio Blasi – miniserie TV, 6 episodi (1973)
- Il dipinto, regia di Domenico Campana – miniserie TV (1974)
- Marco Visconti, regia di Anton Giulio Majano – miniserie TV, puntata 1 (1975)
- Gamma, regia di Salvatore Nocita – miniserie TV, puntata 1 (1975)
- La paga del sabato, regia di Sandro Bolchi – miniserie TV (1977)
- Paura sul mondo, regia di Domenico Campana – miniserie TV (1979)

#### Prosa televisiva
- Tartarino sulle Alpi, originale televisivo, regia di Edmo Fenoglio (1968)
- Di fronte alla legge, regia di Gianfranco Bettetini, episodio L'impunito (1967)
- Vivere insieme, originale televisivo, regia di Antonio De Gregorio, episodio Siamo tutti imputati (1967)
- Il processo di Slansky, regia di Leandro Castellani (1968)
- La legion d'onore, regia di Lydia C. Ripandelli (1970)
- Processo a Gesù, regia di Gianfranco Bettetini (1972)